# Hans Karl Friedrich Franz von Below
Hans Karl Friedrich Franz von Below (* 16. Juli 1764 in Königsberg; † 30. August 1840 auf Gut Kalgen) war ein preußischer Generalmajor und während der Befreiungskriege Inspekteur der Garnisons- und Ersatztruppen in Ost- und Westpreußen. Ferner war er Erbherr von Kalgen und Saleske.

## Leben

### Herkunft
Seine Eltern waren Franz Jakob von Below (* 16. November 1718; † 1789) und dessen Ehefrau Ilse Gottliebe Florentine, geborene von der Marwitz (* 6. Januar 1728; † Juli 1799) aus dem Haus Diedersdorf, Witwe des Alexander (III.) von Hake (* 17. Juni 1715; † 22. Juni 1757). Sein Vater war Erbherr auf Saleske, Münzdirektor sowie preußischer Leutnant a. D. im Bataillon „Rössler“.

### Militärkarriere
Below trat im Jahr 1780 als Gefreitenkorporal in das Infanterieregiment „von Steinwehr“ der Preußischen Armee ein und wurde am 28. Juli 1782 Fähnrich. Am 18. Dezember 1786 kam er als Sekondeleutnant mit Patent vom 1. September 1785 in das Infanterieregiment „von Anhalt“. Am 11. März 1788 wurde Below Inspektionsadjutant der Ostpreußischen Infanterieinspektion bei Generalleutnant von Henckel. Am 18. Mai 1790 wurde er Stabskapitän sowie am 21. Dezember 1792 Kapitän und Kompaniechef im Infanterieregiment „von Holstein-Beck“. Während des Kościuszko-Aufstands kämpfte Below 1794/95 bei Raigrod. Am 4. Juni 1795 kam er als Major in das Füsilier-Regiment Nr. 6 der Ostpreußischen Füsilier-Brigade. Below kehrte am 26. September 1798 als Kommandeur in das I. Bataillon des Infanterieregiment „von Schöning“ zurück. Ab dem 1. Juni 1799 war er Kommandeur eines Grenadierregiments, dass sich aus den Kompanien der Regiment „von Schöning“ und „von Brünneck“ zusammensetzte. Am 4. Juli 1806 wurde Below zum Oberstleutnant befördert, bevor er am 17. September 1806 zum Regimentskommandeur aufstieg. Im Vierten Koalitionskrieg konnte Below sich in der Schlacht bei Preußisch Eylau auszeichnen, wofür er am 13. Februar 1807 den Orden Pour le Mérite erhielt.
Nach dem Krieg wurde ihm am 20. Dezember 1807 die Neuorganisation seines Regiments übertragen und Below am 13. März 1808 zum Oberst befördert. Für Eylau erhielt er am 5. März 1808 den Orden der Heiligen Anna. Ab dem 12. September 1808 führte sein Regiment die Bezeichnung 2. Ostpreußisches Infanterie-Regiment „Prinz Heinrich“. Below wurde am 16. März 1810 dann auch Brigadier der Ostpreußischen Infanterie wofür er eine Zulage von 25 Taler monatlich bekam. Am 28. März 1811 gab er das Kommando über sein Regiment ab und wurde dafür am 18. März 1812 Kommandeur der mobilen 1. kombinierten Infanterie-Brigade, mit der er dann am Feldzug von 1812 teilnahm. Dafür erhielt er am 14. Dezember 1812 den Roten Adlerorden III. Klasse. Noch am 1. Juli 1813 wurde ihm der Abschied mit dem Charakter als Generalmajor und einer Pension von 900 Talern gewährt, aber bereits am 21. Juli 1813 wurde er Inspekteur der Garnisons- und Ersatz-Truppen in Ost- und Westpreußen. Dafür erhielt er am 21. August 1813 das Patent als Generalmajor. Nach dem Krieg wurde er am 3. Oktober 1815 wieder verabschiedet, dazu erhielt er eine Pension von 1000 Talern.
Der Generalmajor blieb aber in Erinnerung. So erhielt er am 19. April 1822 von Königs Friedrich Wilhelm III. 300 Taler geschenkt. Aus rückständigen Pensionszahlung für seinen Schwiegervater, den General von Suter, erhielt er 1300 Taler in Staatsschuldscheinen. Below starb am 30. August 1840 auf seinem Gut Kalgen bei Königsberg.

### Familie
Below heiratete am 1. März 1797 in Stallupönen Henriette Philippine Charlotte von Suter (* 18. November 1775; † 21. Februar 1851), eine Tochter des Generals Friedrich Wilhelm von Suter. Das Paar hatte mehrere Kinder:
- Franziska Florentine (* 5. Januar 1798; † 19. März 1864) ⚭ Christian von Fischer-Treuenfeld (1788–1870), Generalleutnant
- Henriette Eleonote Ulrike (* 11. Februar 1799) ⚭ 1832 Adalbert von Billerbeck
- Valeska Alexandria (* 25. September 1802; † 16. Oktober 1854) ⚭ Otto von Trotta genannt Treyden (1794–1858)
- Albertine Auguste (* 15. September 1803; † 5. September 1854)
- Antoinette Leopoldine (* 17. Oktober 1807; † 13. Februar 1870) ⚭ 1835 Hans Hermann von der Groeben (* 11. Mai 1804; † 22. November 1874), Geheimer Oberfinanzrat, Provinzialsteuerdirektor in Stettin[1][2], Sohn von Friedrich Wilhelm von der Groeben